# Vela nos Jogos Olímpicos de Verão de 2024 - IQFoil masculino
A classe IQFoil masculino da vela nos Jogos Olímpicos de Verão de 2024 foi disputada entre 29 de julho e 3 de agosto na Marina de Marselha. Foi a primeira aparição da embarcação iQFoil para as competições de windsurf, substituindo as embarcações RS:X usadas nas quatro Olimpíadas anteriores.
Um total de 24 velejadores, cada um representando um Comitê Olímpico Nacional (CON), participaram do evento.

## Formato
Os 24 velejadores competiram em 13 regatas preliminares denominadas "séries da abertura". O barco que terminasse em primeiro competiu diretamente na final, enquanto os barcos segundo e terceiro classificados entraram nas semifinais. Os barcos classificados de quarto a décimo lugar participaram das quartas de final, das quais os dois primeiros chegaram às semifinais. Os dois primeiros barcos nas semifinais se juntaram ao primeiro classificado das "séries de abertura" na regata final.

## Calendário
| Data → | Segunda 29 jul | Terça 30 jul  | Quarta 31 jul  | Quinta 1 ago    | Sexta 2 ago | Sábado 3 ago                     |
| ------ | -------------- | ------------- | -------------- | --------------- | ----------- | -------------------------------- |
| IQFoil | Regata 1       | Regatas 2 a 6 | Regatas 7 a 10 | Regatas 11 a 13 | Adiado      | Quartas de final Semifinal Final |

## Medalhistas
| Ouro   | ISR Tom Reuveny        |
| Prata  | AUS Grae Morris        |
| Bronze | NED Luuc van Opzeeland |

## Resultados

### Série de abertura
Estes foram os resultados nas 13 regatas da série de abertura. Os 10 primeiros avançaram para a série de medalhas (líder diretamente à final, segundo e terceiro colocados às semifinais e os restantes às quartas de final).
| Pos. | Velejador          | CON                | Regata | Regata | Regata | Regata | Regata | Regata | Regata | Regata | Regata | Regata | Regata | Regata | Regata | Pontos | Pontos | Notas |
| Pos. | Velejador          | CON                | 1      | 2      | 3      | 4      | 5      | 6      | 7      | 8      | 9      | 10     | 11     | 12     | 13     | Tot.   | Net    | Notas |
| ---- | ------------------ | ------------------ | ------ | ------ | ------ | ------ | ------ | ------ | ------ | ------ | ------ | ------ | ------ | ------ | ------ | ------ | ------ | ----- |
| 1    | Grae Morris        | AUS Austrália      | 13     | 25 DNS | 10     | 9      | 1      | 7      | 2      | 1      | 9      | 2      | 4      | 7      | 8      | 98     | 60     | F     |
| 2    | Tom Reuveny        | ISR Israel         | 8      | 13     | 5      | 3      | 3      | 4      | 25 BFD | 3      | 5      | 13     | 14     | 4      | 2      | 102    | 63     | S     |
| 3    | Josh Armit         | NZL Nova Zelândia  | 4      | 18     | 1      | 14     | 8      | 25 UFD | 11     | 2      | 6      | 4      | 2      | 3      | 11     | 109    | 66     | S     |
| 4    | Paweł Tarnowski    | POL Polônia        | 12     | 3      | 6      | 2      | 9      | 2      | 5      | 5      | 10     | 10     | 3      | 11     | 23     | 101    | 66     | Q     |
| 5    | Luuc van Opzeeland | NED Países Baixos  | 25 BFD | 9      | 2      | 1      | 6      | 1      | 3      | 25 DSQ | 11     | 14     | 15     | 1      | 6      | 119    | 69     | Q     |
| 6    | Nicolò Renna       | ITA Itália         | 2      | 15 RDG | 25 DNF | 4      | 2      | 5      | 25 BFD | 12     | 12     | 7      | 1      | 9      | 4      | 123    | 73     | Q     |
| 7    | Noah Lyons         | USA Estados Unidos | 5      | 1      | 8      | 13     | 12     | 3      | 9      | 6      | 25 BFD | 11     | 6      | 14     | 22     | 135    | 88     | Q     |
| 8    | Sam Sills          | GBR Grã-Bretanha   | 21     | 6      | 9      | 7      | 16     | 6      | 7      | 9      | 4      | 15     | 7      | 6      | 12     | 125    | 88     | Q     |
| 9    | Ethan Westera      | ARU Aruba          | 11     | 12     | 12     | 17     | 10     | 13     | 8      | 11     | 3      | 6      | 8      | 2      | 7      | 120    | 90     | Q     |
| 10   | Elia Colombo       | SUI Suíça          | 9      | 7      | 22     | 6      | 11     | 10     | 25 BFD | 8      | 13     | 9      | 13     | 13     | 1      | 147    | 100    | Q     |
| 11   | Nacho Baltasar     | ESP Espanha        | 15     | 5      | 13     | 10     | 17     | 11     | 25 BFD | 4      | 8      | 12     | 25 DSQ | 5      | 3      | 153    | 103    |       |
| 12   | Sebastian Kördel   | GER Alemanha       | 10     | 15     | 21     | 11     | 20     | 16     | 25 BFD | 2 RDG  | 1      | 1      | 11     | 8      | 9      | 150    | 104    |       |
| 13   | Cheng Ching Yin    | HKG Hong Kong      | 20     | 14     | 7      | 25 BFD | 14     | 9      | 1      | 10     | 7      | 5      | 5      | 19     | 15     | 151    | 106    |       |
| 14   | Johan Søe          | DEN Dinamarca      | 3      | 25 DNS | 4      | 25 BFD | 7      | 8      | 12     | 7      | 25 BFD | 3      | 12     | 21     | 10     | 162    | 112    |       |
| 15   | Nicolas Goyard     | FRA França         | 1      | 16     | 11     | 5      | 5      | 14     | 18     | 15     | 14     | 16     | 22     | 15     | 18     | 170    | 130    |       |
| 16   | Mateus Isaac       | BRA Brasil         | 25 BFD | 2      | 14     | 8      | 13     | 15     | 16     | 18     | 15     | 8      | 19     | 16     | 5      | 174    | 130    |       |
| 17   | Rytis Jasiunas     | LTU Lituânia       | 16     | 19     | 20     | 12     | 21     | 12     | 4      | 14     | 2      | 20     | 16     | 12     | 17     | 185    | 144    |       |
| 18   | Makoto Tomizawa    | JPN Japão          | 6      | 20     | 3      | 25 BFD | 15     | 18     | 13     | 17     | 18     | 21     | 9      | 17     | 13     | 195    | 149    |       |
| 19   | Huang Jingye       | CHN China          | 7      | 11     | 23     | 16     | 22     | 17     | 6      | 20     | 25 BFD | 23     | 17     | 18     | 14     | 219    | 171    |       |
| 20   | Jakob Eklund       | FIN Finlândia      | 14     | 17     | 18     | 19     | 18     | 20     | 10     | 16     | 16     | 19     | 18     | 10     | 16     | 211    | 172    |       |
| 21   | Francisco Saubidet | ARG Argentina      | 17     | 4      | 17     | 15     | 19     | 25 UFD | 15     | 13     | 17     | 18     | 21     | 23     | 19     | 223    | 175    |       |
| 22   | Byron Kokkalanis   | GRE Grécia         | 18     | 8      | 15     | 25 BFD | 4      | 19     | 25 BFD | 19     | 25 BFD | 17     | 10     | 22     | 21     | 228    | 178    |       |
| 23   | Robert Kubin       | SVK Eslováquia     | 19     | 10     | 16     | 18     | 23     | 21     | 14     | 21     | 19     | 22     | 20     | 20     | 20     | 243    | 198    |       |
| 24   | Rami Boudrouma     | ALG Argélia        | 22     | 21     | 19     | 20     | 24     | 22     | 17     | 22     | 20     | 24     | 23     | 25 DNF | 24     | 283    | 234    |       |

Legenda
| - DSQ = Desclassificação; - DNF = Não cruzou a linha de chegada; - DNS = Não largou; | - UFD = Desclassificação por bandeira "U"; - BFD = Desclassificação por bandeira preta; - RDG = Reparação concedida. |

### Série de medalhas
Estes foram os resultados da série de medalhas:
| Pos.              | Velejador          | CON                | Quartas | Semi | Final |
| ----------------- | ------------------ | ------------------ | ------- | ---- | ----- |
| Medalha de ouro   | Tom Reuveny        | ISR Israel         | Bye     | 2    | 1     |
| Medalha de prata  | Grae Morris        | AUS Austrália      | Bye     | Bye  | 2     |
| Medalha de bronze | Luuc van Opzeeland | NED Países Baixos  | 1       | 1    | 3     |
| 4                 | Josh Armit         | NZL Nova Zelândia  | Bye     | 3    | —     |
| 5                 | Sam Sills          | GBR Grã-Bretanha   | 2       | 4    | —     |
| 6                 | Nicolò Renna       | ITA Itália         | 3       | —    |       |
| 7                 | Elia Colombo       | SUI Suíça          | 4       | —    |       |
| 8                 | Ethan Westera      | ARU Aruba          | 5       | —    |       |
| 9                 | Noah Lyons         | USA Estados Unidos | 6       | —    |       |
| 10                | Paweł Tarnowski    | POL Polônia        | 7       | —    |       |